# (147799) 2005 RA34
147799 (2005 RA34) là một tiểu hành tinh vành đai chính được phát hiện ngày 15 tháng 9 năm 2005 bởi James Whitney Young ở Đài thiên văn Núi bàn gần Wrightwood, California.